# Марк Петелий Либон
Марк Петелий Либон Визол (на латински: Marcus Poetelius Libo Visolus) e политик на Римската република през 4 век пр.н.е. Произлиза от плебейската фамилия Петелии.
През 314 пр.н.е. той е консул с Гай Сулпиций Лонг. През 313 пр.н.е. e magister equitum на диктатор Гай Петелий Либон Визол.
Петелий и колегата му имат големи успехи през втората самнитска война. Те превземат обратно градовете Нола и Фрегелае и са наградени с триумф. Завоюваните градове се осигуряват с крепости (Luceria, Saticula, Interamna, Suessa Aurunca, Caiatia, Sora).